# Austin Butler
Austin Robert Butler (n. 17 august 1991, Anaheim, California, SUA) este un actor american. Butler și-a început cariera în seriale TV, apărând mai întâi pe Disney Channel și Nickelodeon, iar mai târziu în seriale pentru adolescenți, între care Life Unexpected (2010–2011) și Switched at Birth (2011-2012). A mai jucat în The Carrie Diaries (2013–2014) și The Shannara Chronicles (2016–2017).
Butler și-a făcut debutul pe Broadway în 2018 în piesa Vine ghețarul și a jucat rolul Tex Watson în Once Upon a Time in Hollywood (2019) de Quentin Tarantino. În 2022, a devenit celebru pentru interpretarea lui Elvis Presley, în filmul muzical biopic Elvis, pentru care a câștigat Globul de Aur și BAFTA și este nominalizat la premiul Oscar.

## Tinerețea
Austin Butler s-a născut pe 17 august 1991 în Anaheim, California. Mama lui este Lori Anne, tatăl său este David Butler. Părinții săi au divorțat când Austin avea șapte ani. Mai are o soră mai mare, Ashley (născută îm 1986), care lucrează ca figurantă.
La vârsta de treisprezece ani, Austin a fost abordat de un bărbat la Târgul Orange County care i-a propus să îl ajute să intre în lumea actoriei.

## Cariera
Primul său rol a fost în anul 2005 când a interpretat personajul Lionel Scranton în serialul Nickelodeon Ned's Declassified School Survival Guide.

## Viața personală
Austin Butler a avut o relație cu Vanessa Hudgens între anii 2011 și 2019. De la finalul anului 2021, Butler este într-o relație cu modelul Kaia Gerber.

## Filmografie selectivă

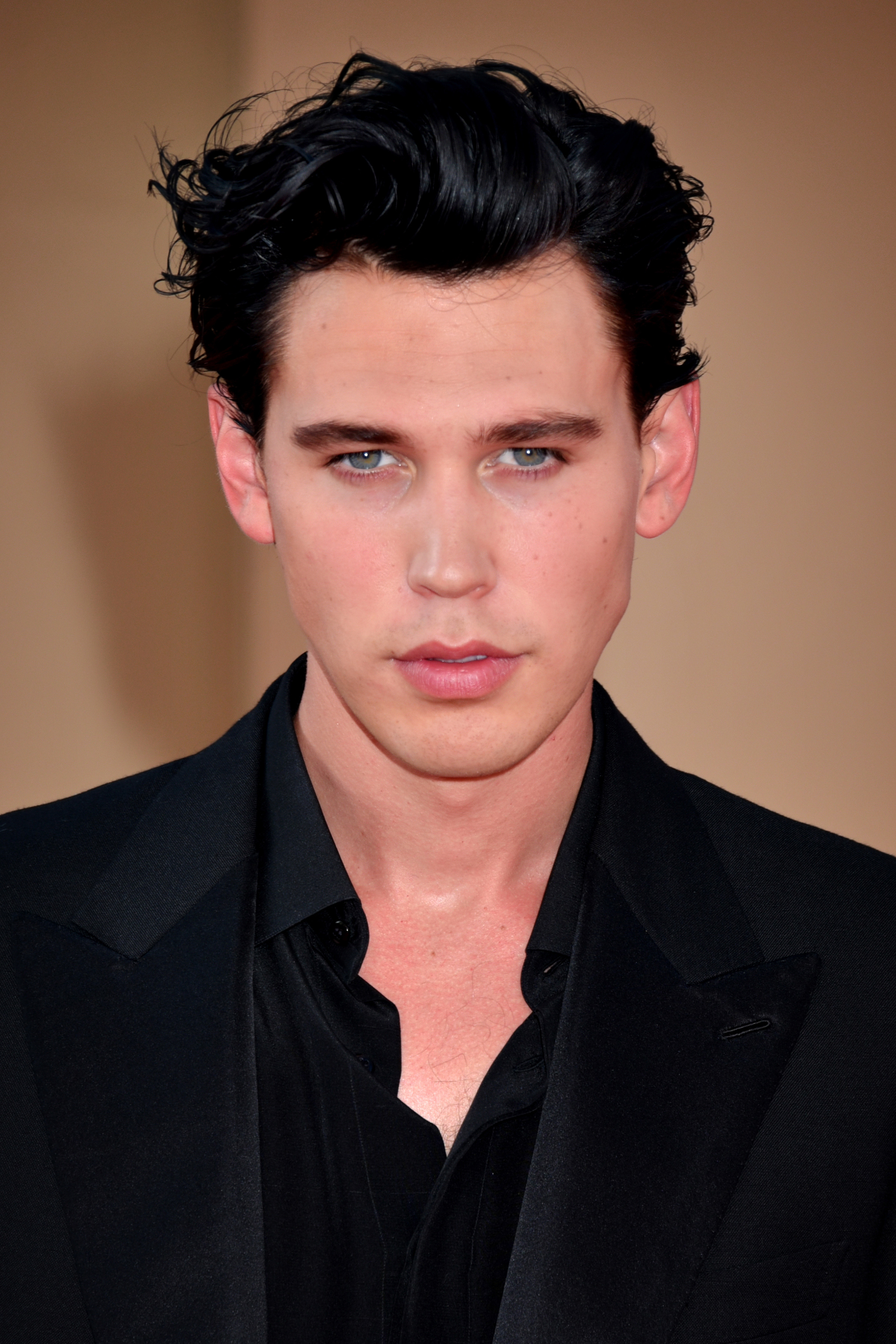
Austin Butler 2019 by Glenn Francis

### Actor

#### Cinema
- 2009 Aliens in the Attic (Aliens in the Attic), regia John Schultz
- 2011 Minunata aventură a lui Sharpay (Sharpay's Fabulous Adventure), regia Michael Lembeck
- 2011 The Bling Ring, regia Michael Lembeck
- 2012 My Uncle Rafael, regia Marc Fusco
- 2015 The Intruders, regia Adam Massey
- 2016 Yoga Hosers (Yoga Hosers), regia Kevin Patrick Smith
- 2018 Dude, regia Olivia Milch
- 2019 The Dead Don't Die (The Dead Don't Die), regia Jim Jarmusch
- 2019 A fost odată la... Hollywood (Once Upon a Time in... Hollywood), regia Quentin Tarantino
- 2022 Elvis, regia Baz Luhrmann